# Pokémon Dash
Pokémon Dash  (ポケモンダッシュ Pokemon Dasshu?) es un videojuego de carreras protagonizado por Pokémon lanzado en 2004 para Nintendo DS. Se trata del primer juego de carreras de toda la saga Pokémon y el primer juego de Pokémon que llegó a Nintendo DS.
Pokémon Dash fue desarrollado por Ambrella, compañía que también desarrolló Hey You, Pikachu! para Nintendo 64 y Pokémon Channel para Nintendo GameCube.

## Recepción
El juego recibió generalmente reseñas mixtas a negativas. Considerado por muchos críticos como algo muy simple y sin un verdadero desafío.